# Mường Thanh (phường)
Mường Thanh là một phường thuộc thành phố Điện Biên Phủ, tỉnh Điện Biên, Việt Nam.

## Địa lý
Phường Mường Thanh nằm ở trung tâm thành phố Điện Biên Phủ, có vị trí địa lý:
- Phía đông giáp phường Noong Bua
- Phía tây và phía nam giáp huyện Điện Biên
- Phía bắc giáp phường Him Lam.

Phường Mường Thanh có diện tích 1,68 km², dân số năm 2022 là 11.289 người,  mật độ dân số đạt 6.719 người/km².

## Hành chính
Phường Mường Thanh được chia thành 15 tổ dân phố: 1, 2, 3, 4, 5, 6, 7, 8, 9, 10, 11, 12, 13, 14, 15.

## Lịch sử
Đây là một trong hai phường được thành lập đầu tiên của thị xã Điện Biên Phủ.
Ngày 30 tháng 10 năm 1993, Chính phủ ban hành Nghị định số 78/1993/NĐ-CP về việc thành lập phường Mường Thanh trên cơ sở điều chỉnh 281 ha diện tích tự nhiên và 7.890 người của thị trấn Điện Biên.
Ngày 18 tháng 8 năm 2000, Chính phủ ban hành Nghị định số 35/2000/NĐ-CP về việc thành lập phường Tân Thanh trên cơ sở 102 ha diện tích tự nhiên và 8.210 nhân khẩu của 7 tổ dân phố, phường Mường Thanh, lấy ngã ba trung tâm làm ranh giới giữa 2 phường.
Sau khi điều chỉnh địa giới hành chính phường Mường Thanh có 179 ha diện tích tự nhiên với 8.709 nhân khẩu và 9 tổ dân phố.
Năm 2005, phường Mường Thanh được chia thành 32 tổ dân phố; gồm 2.840 hộ, với 11.740 người.
Ngày 26 tháng 8 năm 2019, HĐND tỉnh Điện Biên ban hành Nghị quyết số 124/NQ-HĐND về việc:
- Sáp nhập một phần của các TDP: 2, 3, 4, 5 vào TDP 1.
- Thành lập TDP 2 trên cơ sở TDP 6 và phần còn lại của TDP 5, TDP 4.
- Thành lập TDP 3 trên cơ sở các TDP: 7, 8, 9.
- Thành lập TDP 4 trên cơ sở các TDP: 10, 11, 12.
- Thành lập TDP 5 trên cơ sở TDP 13 và một phần của TDP 14.
- Thành lập TDP 6 trên cơ sở TDP 15 và phần còn lại của TDP 14.
- Thành lập TDP 7 trên cơ sở TDP 16 và TDP 17.
- Thành lập TDP 8 trên cơ sở TDP 20 và một phần của TDP 21.
- Thành lập TDP 9 trên cơ sở các TDP: 18, 19 và một phần của TDP 21.
- Thành lập TDP 10 trên cơ sở các TDP: 31, 32 và một phần của TDP 30.
- Thành lập TDP 11 trên cơ sở TDP 27; một phần của các TDP 22, 28 và phần còn lại của TDP 21.
- Thành lập TDP 12 trên cơ sở TDP 29 và phần còn lại của các TDP: 28, 30.
- Thành lập TDP 13 trên cơ sở TDP 26 và một phần của TDP 25.
- Thành lập TDP 14 trên cơ sở TDP 24 và phần còn lại của TDP 25.
- Thành lập TDP 15 trên cơ sở TDP 23 và phần còn lại của TDP 22.